# Bi Feiyu

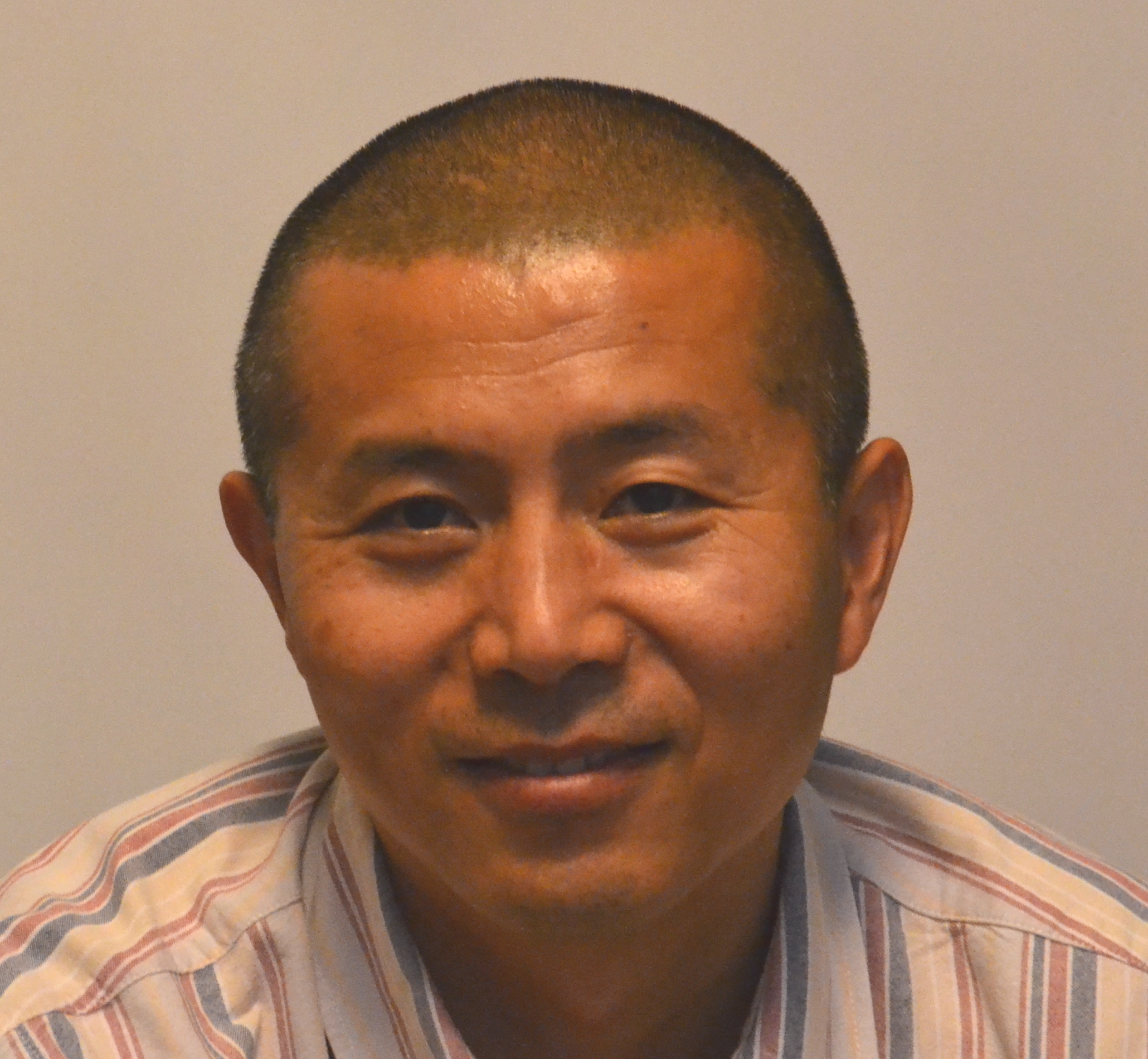
Bi Feiyu

Bi Feiyu (chinesisch 毕飞宇, Pinyin Bì Fēiyŭ, W.-G. Pi Fei-yŭ; * 1964 in Xinghua, Jiangsu, Volksrepublik China) ist ein chinesischer Schriftsteller. Er schreibt Erzählungen, Romane und Drehbücher (zum Beispiel des Films Shanghai Serenade).
Zwischen 1983 und 1987 studierte er Chinesische Sprache und Literatur an der Pädagogischen Universität in Yangzhou und arbeitete im Anschluss daran fünf Jahre lang als Dozent. Es folgte eine sechsjährige journalistische Tätigkeit für eine Tageszeitung. Heute ist er Redakteur eines Zeitschriftenverlages in Nanjing. Mitte der 1980er Jahre begann er zu schreiben. Bisher hat er mehrere Romane und Bände mit Erzählungen veröffentlicht, die unter anderem mit dem renommierten Lu-Xun-Literaturpreis ausgezeichnet wurden.
Außerdem ist er Vizevorsitzender des Schriftstellerverbands der Provinz Jiangsu.

## Veröffentlichungen
- Fernsteuerung. In: Frank Meinshausen (Hrsg.): Das Leben ist jetzt. Suhrkamp, 2003, ISBN 3-518-14171-6. (Neu in der E-Book-Anthologie Elfmal China Stadt. WandTiger Verlag, 2014, ISBN 978-3-95703-972-9)
- Die Mondgöttin. Blessing, 2006, ISBN 3-89667-298-3.
- Sehende Hände. Roman. Übersetzung Marc Hermann. Blessing, München 2016, ISBN 978-3-89667-565-1.